# Epidendrum anderssonii
Epidendrum anderssonii är en orkidéart som beskrevs av Eric Hágsater och Dodson. Epidendrum anderssonii ingår i släktet Epidendrum och familjen orkidéer. Inga underarter finns listade i Catalogue of Life.